# Kucznik
Kucznik (niem. Bertermannsberg, 577 m n.p.m.) – szczyt w Karkonoszach, w obrębie Pogórza Karkonoskiego.
Wzniesienie położone jest w centralnej części Pogórza Karkonoskiego, na wschód od Zachełmia. Na północnym wschodzie łączy się ze Studnikiem.
Zbudowane z granitu karkonoskiego.
Pod szczytem występują skałki.
Od zachodu i południa biegnie  czarny szlak turystyczny z Sobieszowa przez zamek Chojnik do Podgórzyna Górnego.